# Me, Myself and (I)
Me, Myself and (I) è un singolo del cantante australiano Darren Hayes, pubblicato nel 2007 ed estratto dall'album This Delicate Thing We've Made.

## Tracce
- CD (UK)

1. Me Myself and (I) – 4:05
2. Let's Go – 3:45
3. Slow Down – 4:29
4. Me Myself and (I) (DJ Wayne G and Andy Allder Electro Mix) – 7:13